# ده فاضل أباد رون (مارغون)
ده فاضل أباد رون (بالفارسية: ده فاضل‌آباد رون) هي قرية تقع في إيران في قسم مارغون الريفي. يقدر عدد سكانها بـ 30 نسمة .